# Теребличи (Столинский район)
Теребличи (бел. Цераблі́чы) — деревня в Столинском районе Брестской области Беларуси. В составе Ремельского сельсовета.

## История
До 4 мая 1981 года деревня входила в состав Оздамичского сельсовета.

## Население
- 2019 год — 852 жителя (перепись населения)

## Культура
- Дом культуры
- Музей ГУО "Теребличская средняя школа"
- Народный музей этнографии. Образован в 1996 году. В 2001 году музею присвоено звание «Народный».
- Центр деревянной скульптуры. Образован в 2010 году по инициативе скульптора Ивана Супрунчика и решением Столинского районного исполнительного комитета.

## События и мероприятия
- В рамках XVII Республиканского экологического форума 25 августа 2023 года около деревни Теребличи открыт заказник местного значения «Пойма Львы»[3].

## Достопримечательность
- Свято-Воскресенская церковь (2012—2014)
- Часовня
- Мельница

### Памятник, скульптура
- Памятник погибшим в Великой Отечественной войне
- Воинский мемориал

### Памятник природы, заказник
- Заказник местного значения «Пойма Львы»[4].

## Галерея

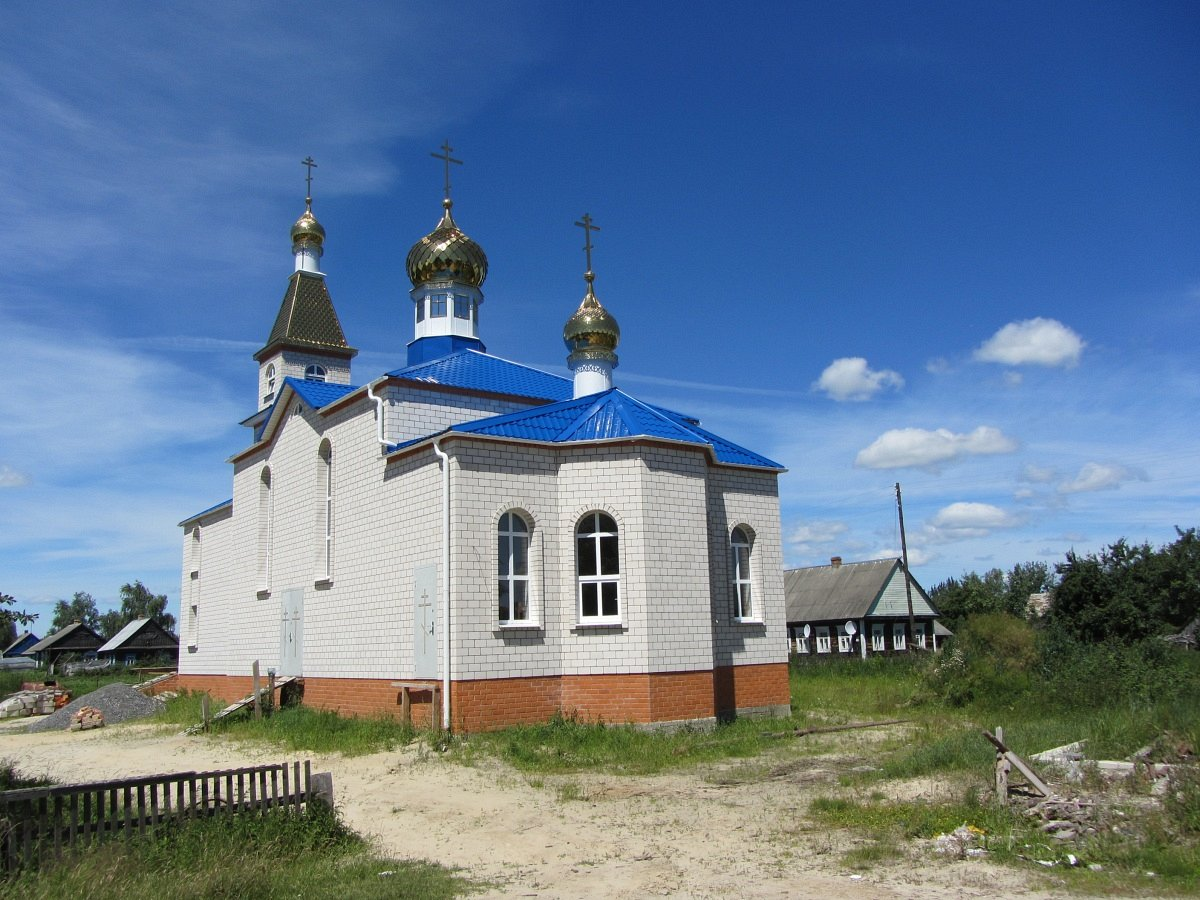
Свято-Воскресенская церковь
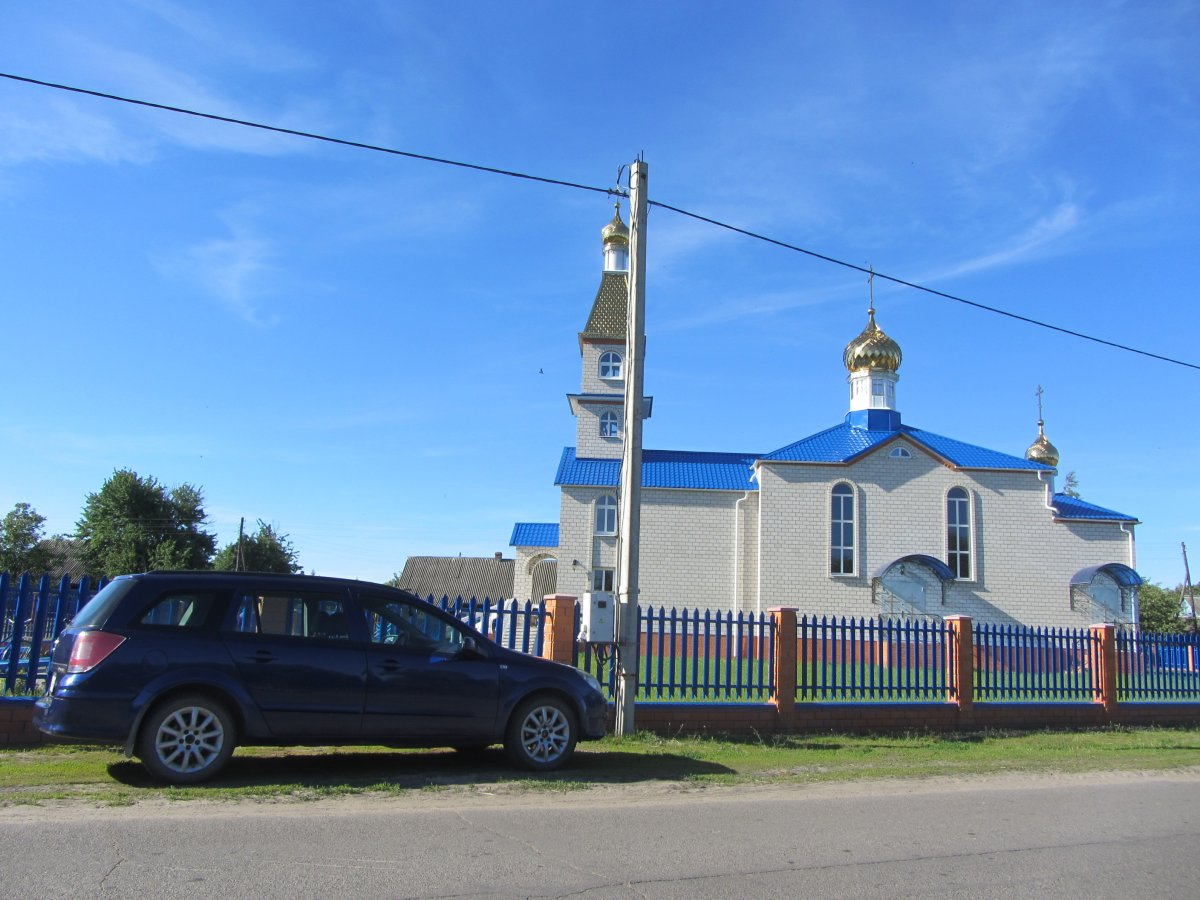
Свято-Воскресенская церковь
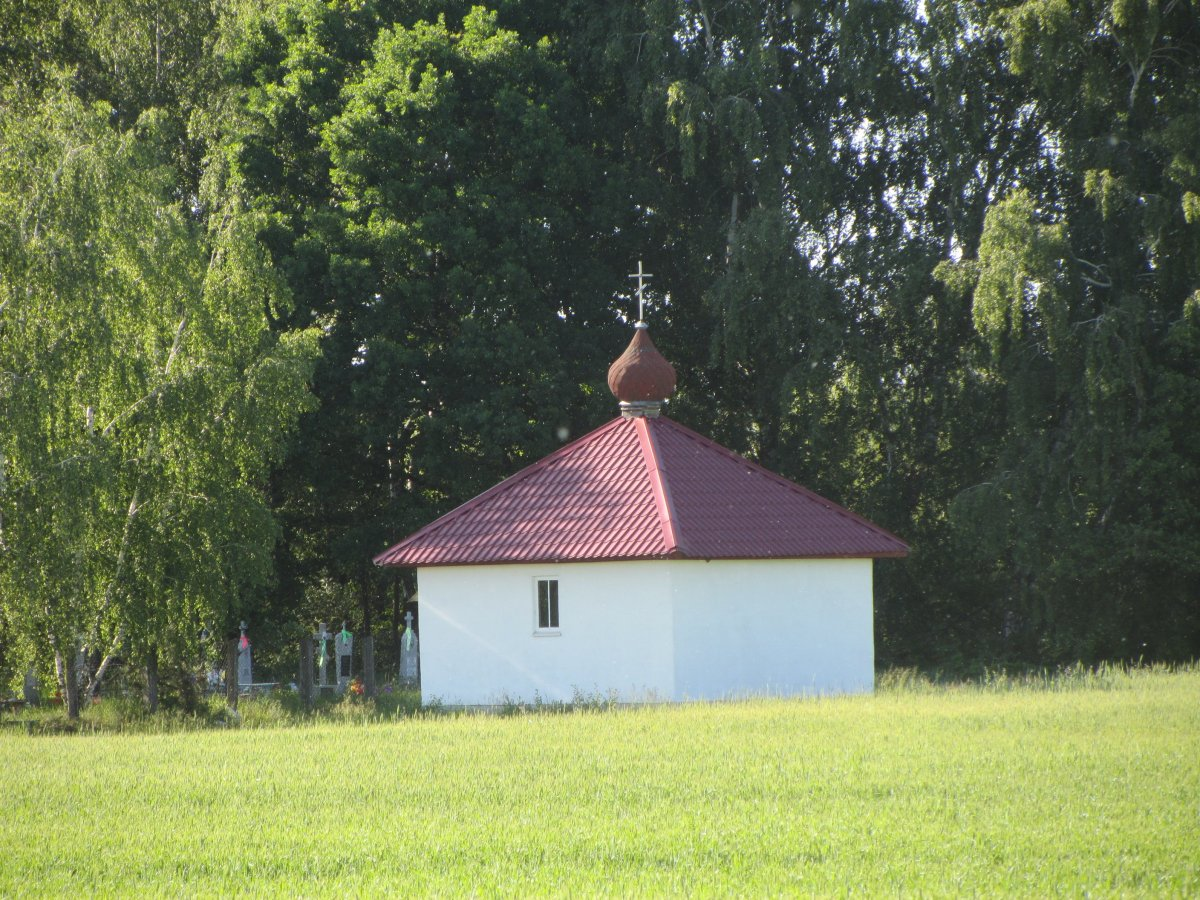
Часовня
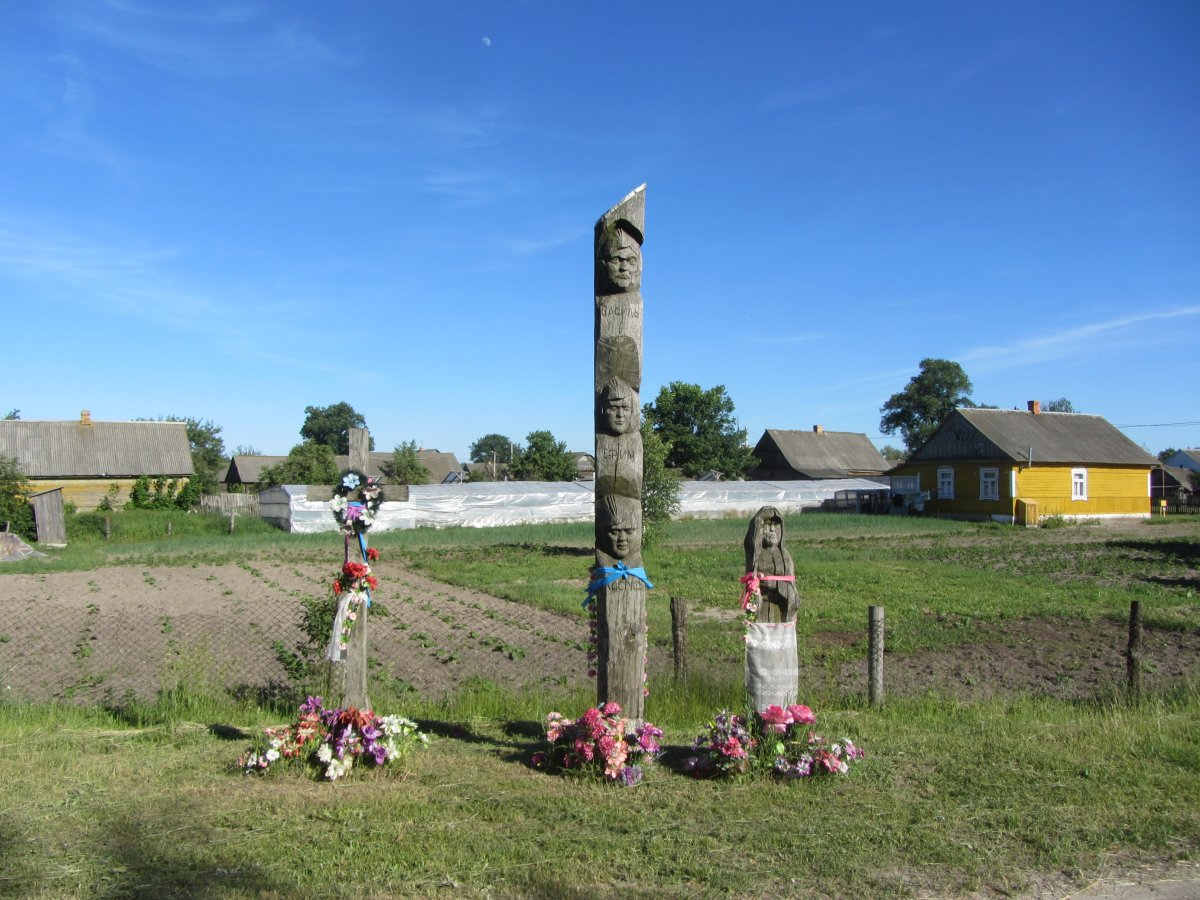
Памятник погибшим в Великой Отечественной войне
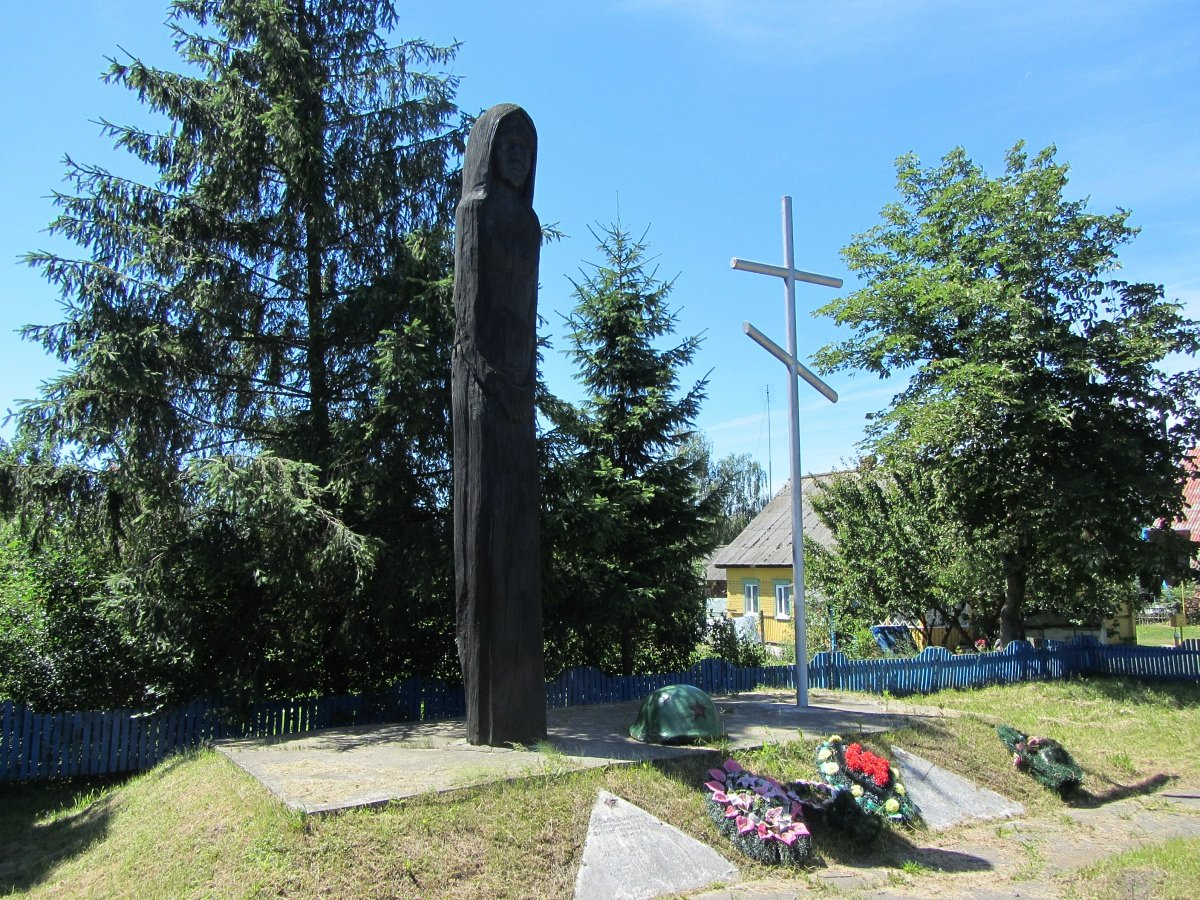
Воинский мемориал
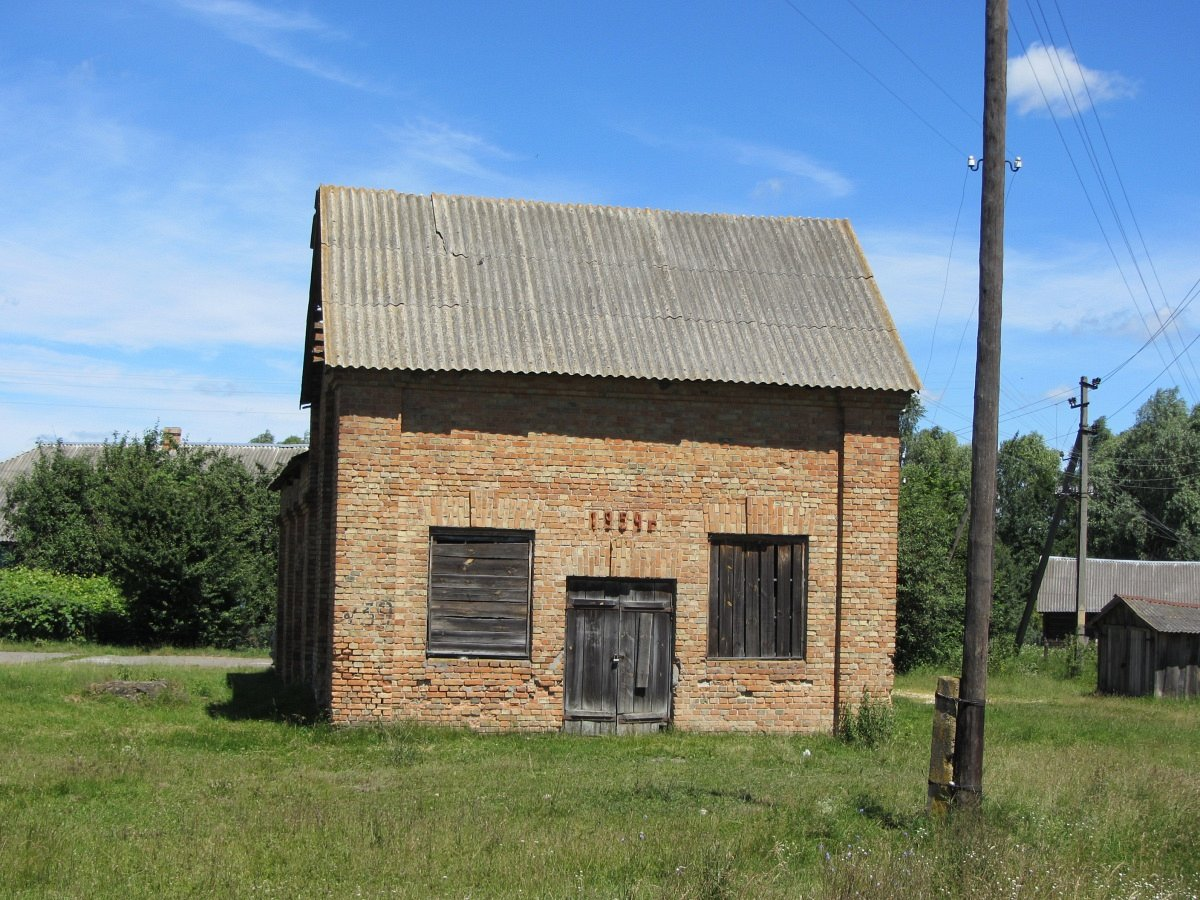
Мельница
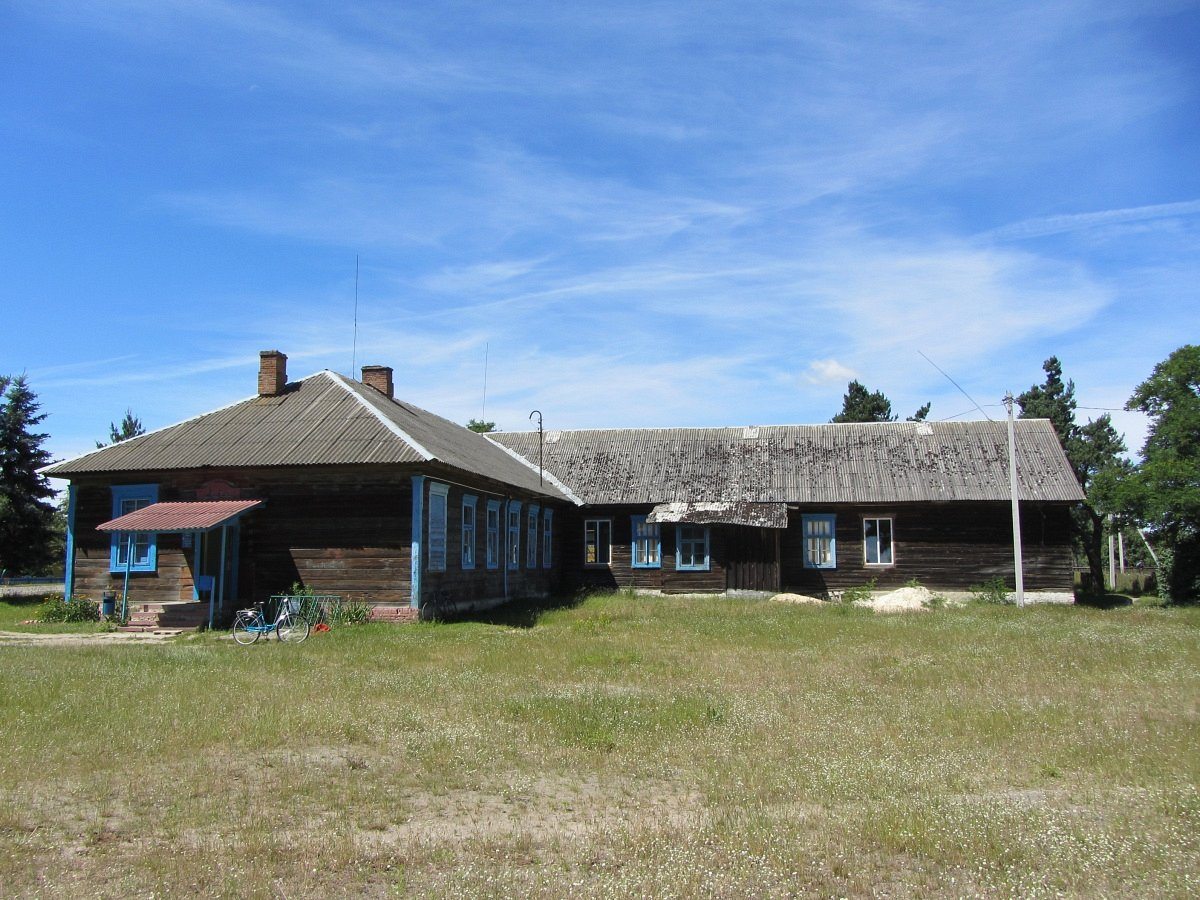

## Известные лица
- Супрунчик, Иван Филиппович — белорусский скульптор, народный мастер Беларуси, резчик по дереву.